# Plan-d'Orgon
Plan-d'Orgon é uma comuna francesa na região administrativa da Provença-Alpes-Costa Azul, no departamento de Bouches-du-Rhône. Estende-se por uma área de 14,94 km². Em 2010 a comuna tinha 3 513 habitantes (densidade: 235,1 hab./km²).